# Висконти, Федерико
Федерико Висконти (итал. Federico Visconti; 1617, Милан — 7 января 1693, Милан или Рим) — итальянский кардинал. Архиепископ Милана с 23 июня 1681 по 7 января 1693. Кардинал-священник с 1 сентября 1681, с титулом церкви Сан-Алессио с 22 сентября 1681 по 7 января 1693.